# Phyau Soon Shim
Phyau Soon Shim (1942) es un botánico, ilustrador, y taxónomo malayo, especializado en el género de carnívoras Nepenthes.
Desarrolla actividades científicas en la Dirección de Desarrollo Forestal del Estado de Sabah, en Kota Kinabalu.
Ha descripto numerosas taxas de Nepenthes mayormente con J.J.Wood, Soón & A.L.Lamb y publicando habitualmente en Orchid Digest.
- La abreviatura «J.H.Adam» se emplea para indicar a Phyau Soon Shim como autoridad en la descripción y clasificación científica de los vegetales.[4]